# محاصره یاناگاوا
محاصره یاناگاوا (انگلیسی: Siege of Yanagawa) درست پس از نبرد سرنوشت‌ساز نبرد سکیگاهارا که در آن توکوگاوا ایه‌یاسو کنترل خود را بر ژاپن تضمین کرد، رخ داد.